# Xoanodera borneensis
Xoanodera borneensis es una especie de escarabajo longicornio del género Xoanodera, tribu Cerambycini, subfamilia Cerambycinae. Fue descrita científicamente por Vitali, Gouverneur & Chemin en 2017.

## Descripción
Mide 29 milímetros de longitud.

## Distribución
Se distribuye por Indonesia (Borneo).